# Dimorphandra gigantea
Dimorphandra gigantea är en ärtväxtart som beskrevs av Adolpho Ducke. Dimorphandra gigantea ingår i släktet Dimorphandra och familjen ärtväxter. Inga underarter finns listade i Catalogue of Life.